# Fontenay-le-Fleury
Fontenay-le-Fleury és un municipi francès, situat al departament d'Yvelines i a la regió d'Illa de França. L'any 2007 tenia 12.974 habitants.
Forma part del cantó de Saint-Cyr-l'École, del districte de Versalles i de la Comunitat d'aglomeració Versailles Grand Parc.

## Demografia

### Població
El 2007 la població de fet de Fontenay-le-Fleury era de 12.974 persones. Hi havia 5.486 famílies, de les quals 1.876 eren unipersonals (758 homes vivint sols i 1.118 dones vivint soles), 1.387 parelles sense fills, 1.689 parelles amb fills i 534 famílies monoparentals amb fills.
La població ha evolucionat segons el següent gràfic:
Habitants censats

### Habitatges
El 2007 hi havia 5.828 habitatges, 5.569 eren l'habitatge principal de la família, 50 eren segones residències i 209 estaven desocupats. 1.158 eren cases i 4.563 eren apartaments. Dels 5.569 habitatges principals, 3.103 estaven ocupats pels seus propietaris, 2.385 estaven llogats i ocupats pels llogaters i 80 estaven cedits a títol gratuït; 492 tenien una cambra, 950 en tenien dues, 1.240 en tenien tres, 1.496 en tenien quatre i 1.391 en tenien cinc o més. 4.002 habitatges disposaven pel capbaix d'una plaça de pàrquing. A 3.205 habitatges hi havia un automòbil i a 1.620 n'hi havia dos o més.

### Piràmide de població
La piràmide de població per edats i sexe el 2009 era:
| Homes | Edats   | Dones |
| ----- | ------- | ----- |
| 4     | 95 o +  | 4     |
| 20    | 90 a 94 | 44    |
| 28    | 85 a 89 | 60    |
| 36    | 80 a 84 | 84    |
| 120   | 75 a 79 | 156   |
| 144   | 70 a 74 | 196   |
| 168   | 65 a 69 | 272   |
| 324   | 60 a 64 | 248   |
| 360   | 55 a 59 | 400   |
| 428   | 50 a 54 | 432   |
| 408   | 45 a 49 | 560   |
| 460   | 40 a 44 | 472   |
| 480   | 35 a 39 | 532   |
| 609   | 30 a 34 | 540   |
| 525   | 25 a 29 | 548   |
| 330   | 20 a 24 | 332   |
| 472   | 15 a 19 | 413   |
| 416   | 10 a 14 | 400   |
| 352   | 5 a 9   | 400   |
| 472   | 0 a 4   | 360   |

## Economia
El 2007 la població en edat de treballar era de 8.825 persones, 6.911 eren actives i 1.914 eren inactives. De les 6.911 persones actives 6.324 estaven ocupades (3.189 homes i 3.135 dones) i 587 estaven aturades (274 homes i 313 dones). De les 1.914 persones inactives 511 estaven jubilades, 858 estaven estudiant i 545 estaven classificades com a «altres inactius».

### Ingressos
El 2009 a Fontenay-le-Fleury hi havia 5.440 unitats fiscals que integraven 12.841 persones, la mediana anual d'ingressos fiscals per persona era de 23.716 €.

### Activitats econòmiques
Dels 378 establiments que hi havia el 2007, 6 eren d'empreses alimentàries, 2 d'empreses de fabricació de material elèctric, 14 d'empreses de fabricació d'altres productes industrials, 40 d'empreses de construcció, 71 d'empreses de comerç i reparació d'automòbils, 18 d'empreses de transport, 16 d'empreses d'hostatgeria i restauració, 17 d'empreses d'informació i comunicació, 21 d'empreses financeres, 21 d'empreses immobiliàries, 61 d'empreses de serveis, 62 d'entitats de l'administració pública i 29 d'empreses classificades com a «altres activitats de serveis».
Dels 100 establiments de servei als particulars que hi havia el 2009, 1 era una comissaria de policia, 1 oficina de correu, 5 oficines bancàries, 7 tallers de reparació d'automòbils i de material agrícola, 1 taller d'inspecció tècnica de vehicles, 2 autoescoles, 10 paletes, 8 guixaires pintors, 4 fusteries, 5 lampisteries, 9 electricistes, 4 empreses de construcció, 9 perruqueries, 1 veterinari, 13 restaurants, 11 agències immobiliàries, 5 tintoreries i 4 salons de bellesa.
Dels 25 establiments comercials que hi havia el 2009, 3 eren supermercats, 3 botiges de menys de 120 m², 7 fleques, 3 carnisseries, 2 llibreries, 2 botigues de roba, 1 una botiga d'equipament de la llar, 1 una botiga de material de revestiment de parets i terra, 1 un drogueria i 2 floristeries.
L'any 2000 a Fontenay-le-Fleury hi havia 3 explotacions agrícoles.

## Equipaments sanitaris i escolars
El 2009 hi havia 5 farmàcies i 1 ambulància.
El 2009 hi havia 4 escoles maternals i 4 escoles elementals. Fontenay-le-Fleury disposava d'un col·legi d'educació secundària amb 463 alumnes.

## Poblacions més properes
El següent diagrama mostra les poblacions més properes.